# Doctor of Engineering
O Doctor of Engineering abreviado (EngD) é um grau de doutorado profissional concedido com base em estudos avançados e pesquisas em Engenharia geral ,aplicado para  resolver problemas na indústria,EngD  é equivalente a um PhD em engenharia, mas diferente porque tem uma base na industrial sólida é  um elemento adicional ensinado. O grau é geralmente voltado para profissionais que trabalham. . Para ser admitido como aluno de doutorado, é preciso possuir um diploma de mestrado em engenharia ou disciplina de ciências afins e ser aprovado em um exame de admissão abrangente. O aluno deve concluir o relatório  de curso exigido necessário, ser ensinado em cursos passíveis de exame, realizar pesquisas independentes sob a supervisão de um orientador de doutorado qualificado, e passar na defesa da tese. O grau requer um alto nível de especialização nos aspectos teóricos dos princípios científicos relevantes e experiência com detalhes da implementação da teoria em problemas realistas. O D.Eng.leva de três a seis anos (tempo integral) para ser concluído e tem componentes obrigatórios de ensino e cursos/projetos e é concedido em reconhecimento ao alto desempenho na bolsa de estudos e à capacidade de aplicar os fundamentos da engenharia à solução de problemas técnicos complexos. .